# Лумбрайн
Лумбрайн (нем. Lumbrein) — деревня и бывшая коммуна в Швейцарии, в кантоне Граубюнден. Деревня лежит в долине Лумнеция.
До 31 декабря 2012 года была коммуной. 1 января 2013 года вместе с коммунами Кумбель, Деген, Велла, Мориссен, Сурауа, Виньонь и Врин вошла в состав новой коммуны Лумнеция.
Входит в состав региона Сурсельва (до 2015 года входила в округ Сурсельва).
Население составляет 409 человек (на 31 декабря 2006 года). Официальный код — 3595.
Распространён романшский язык.

## Герб
Блазонирование: на зелёном фоне серебряная (белая) волна. Он символизирует разделение прежнего муниципалитета рекой Гленнер. Герб утверждён господами Лумеринс.

## История
Впервые упоминается как Ламарине в королевском полиптике 830 года. Первые поселения в этой местности появились в 1500 годах до н. э. В 1935 году Вало Буркартон нашёл поселение бронзового века Крестаульта, расположенное западнее деревушки Сурин. В месте раскопок установлены три культурных слоя. Самый нижний слой датируется ранним бронзовым веком (ок. 2000—1700/1600 до н. э.) со свайными ямами, основанием под простые хатки размером 6.5 на 4 м и стойлами. Средний слой относится к среднему бронзовому веку (ок. 1700/1600 — 1500/1400 до н. э.) с массивными каменными стенами сухой кладки, но без признаков домов или иных построек. Здесь найдены стойла, маленький круглый подвал, часть печи для обжига. Верхний слой также из среднего бронзового века (1500/1400 — 1300 до н. э.), включает стойла, менгир и деревянный пол. Керамика относится к Внутреннеальпийской бронзовой культуре (нем. Inneralpinen Bronzezeit-Kultur) или иначе к Крестаультской культуре.
В 1947 году в реке Креста-Петчна в 150 м от Крестаульта найдено кладбище некрополя с 11 захоронениями бронзового века. Предметы из могил (швейные иглы, браслеты, подвески) указывают, что здесь хоронили женщин.
В 1961 году с юго-запада от Лумбрайна найдена стела с изображением человека. Стела датируется поздним неолитом и напоминает подобные находки и верхней Италии.

Дом № 30 входит в число национальных памятников.

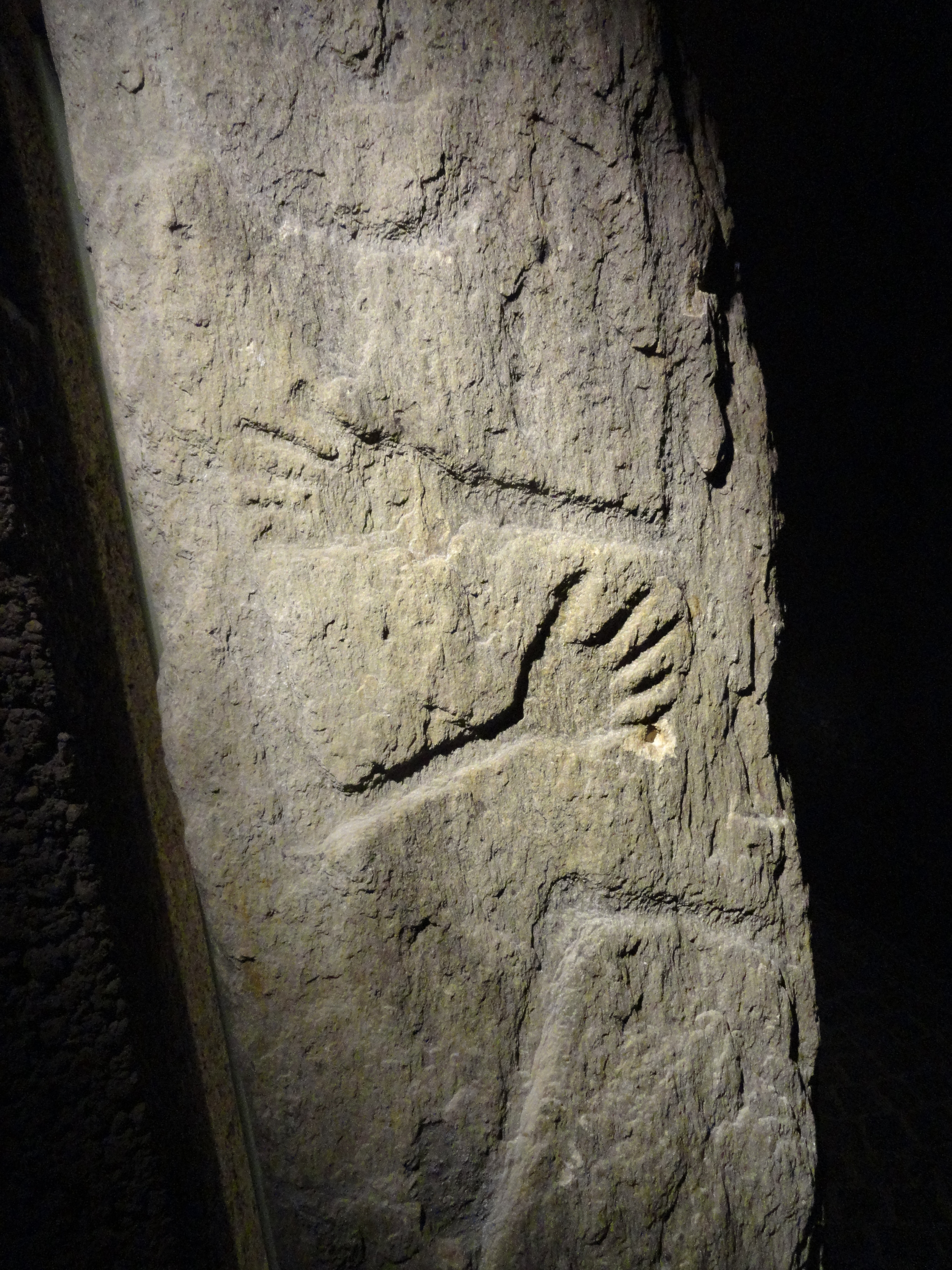
Лумбрайнская стела
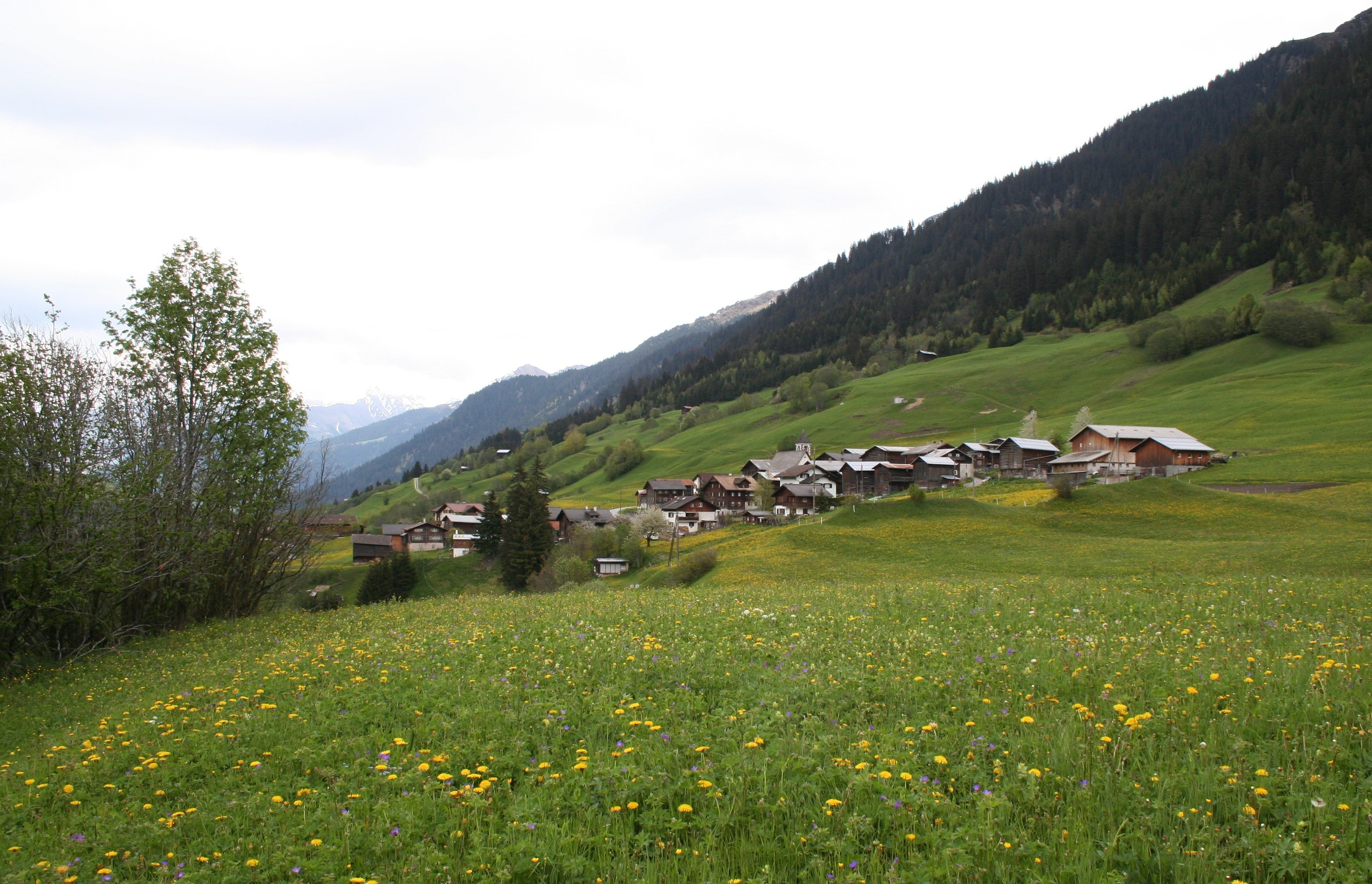
Южная деревушка Сурин
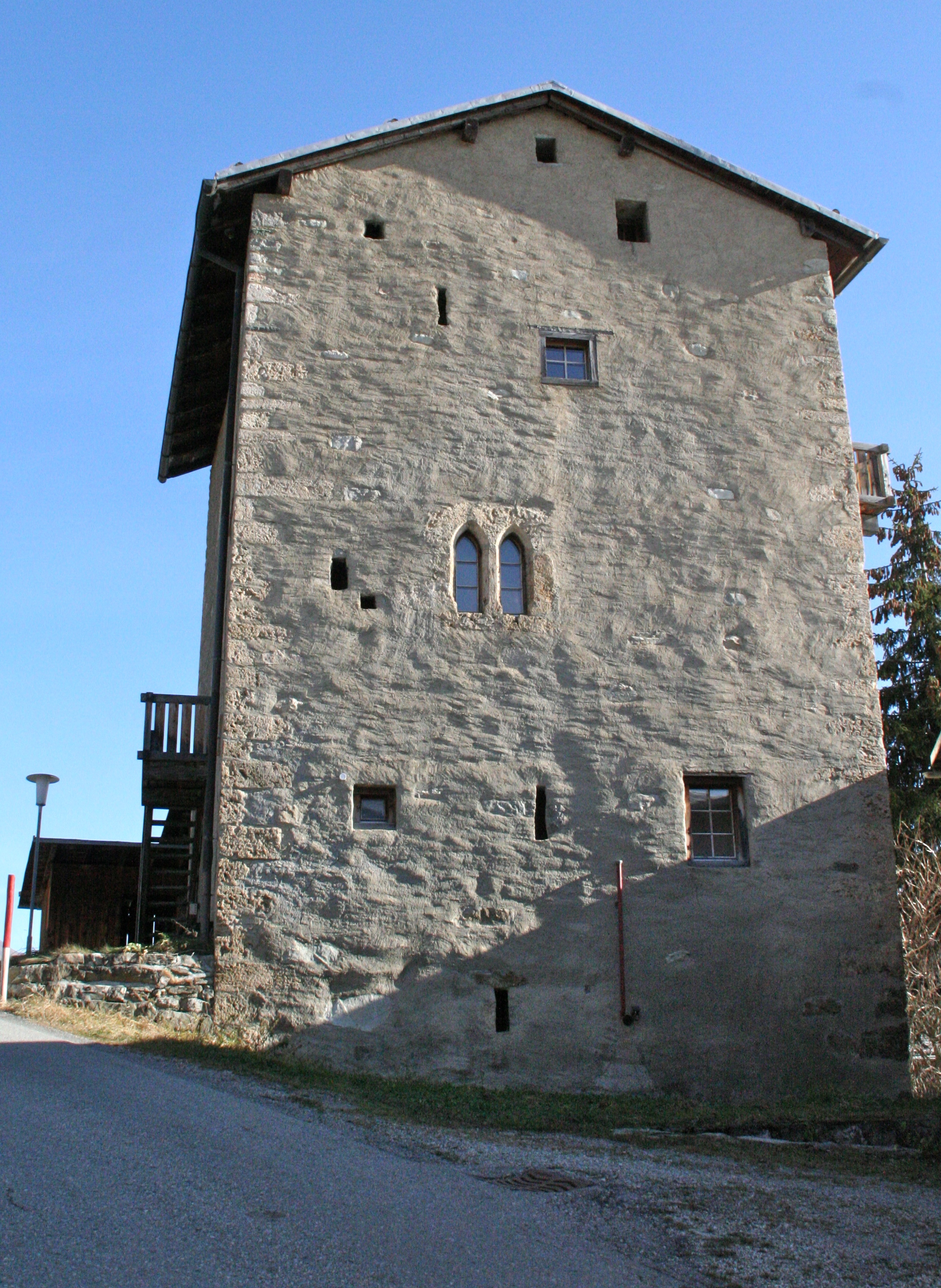
Casaulta XIV века
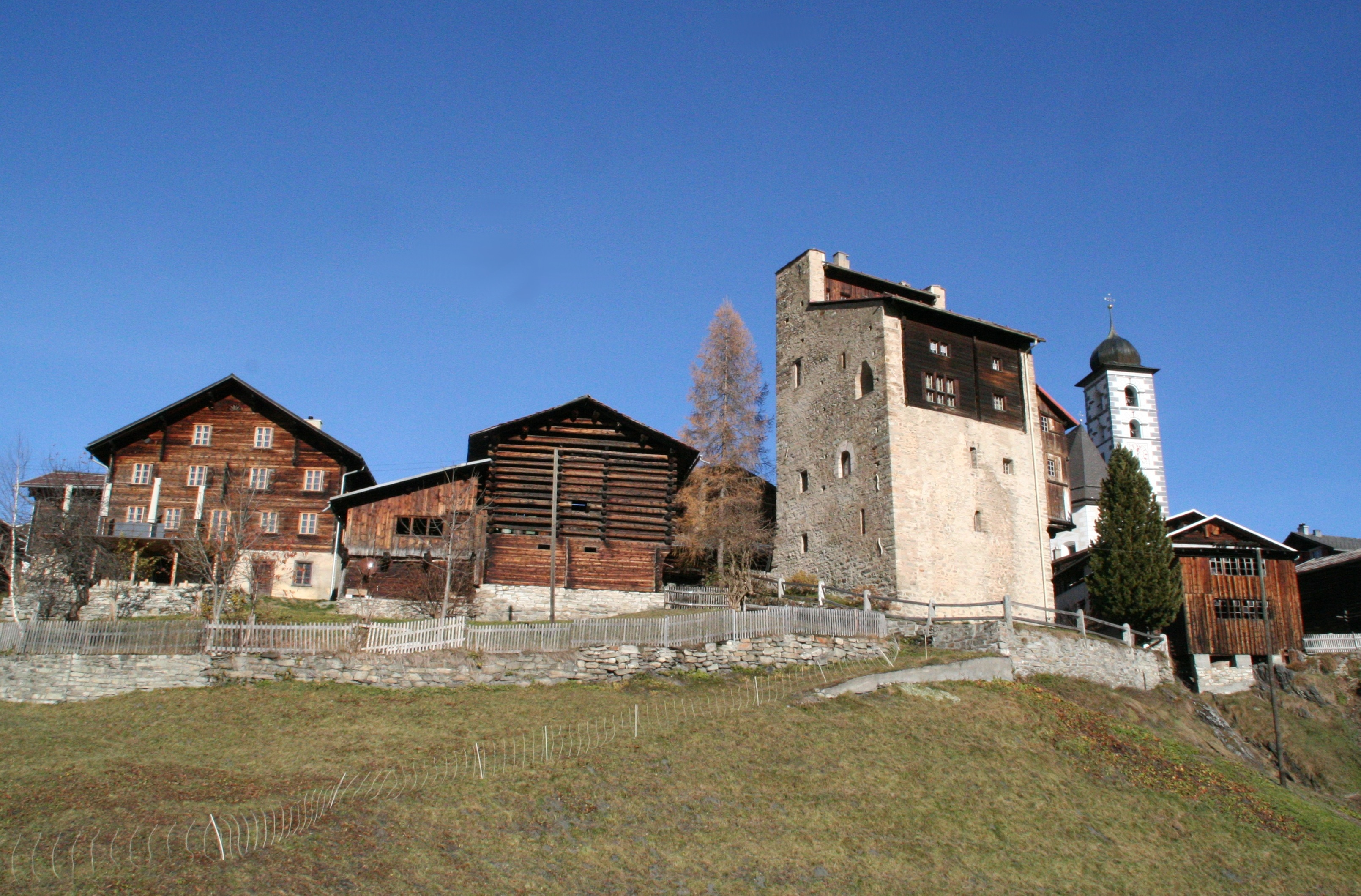
Жилая башня Чисти
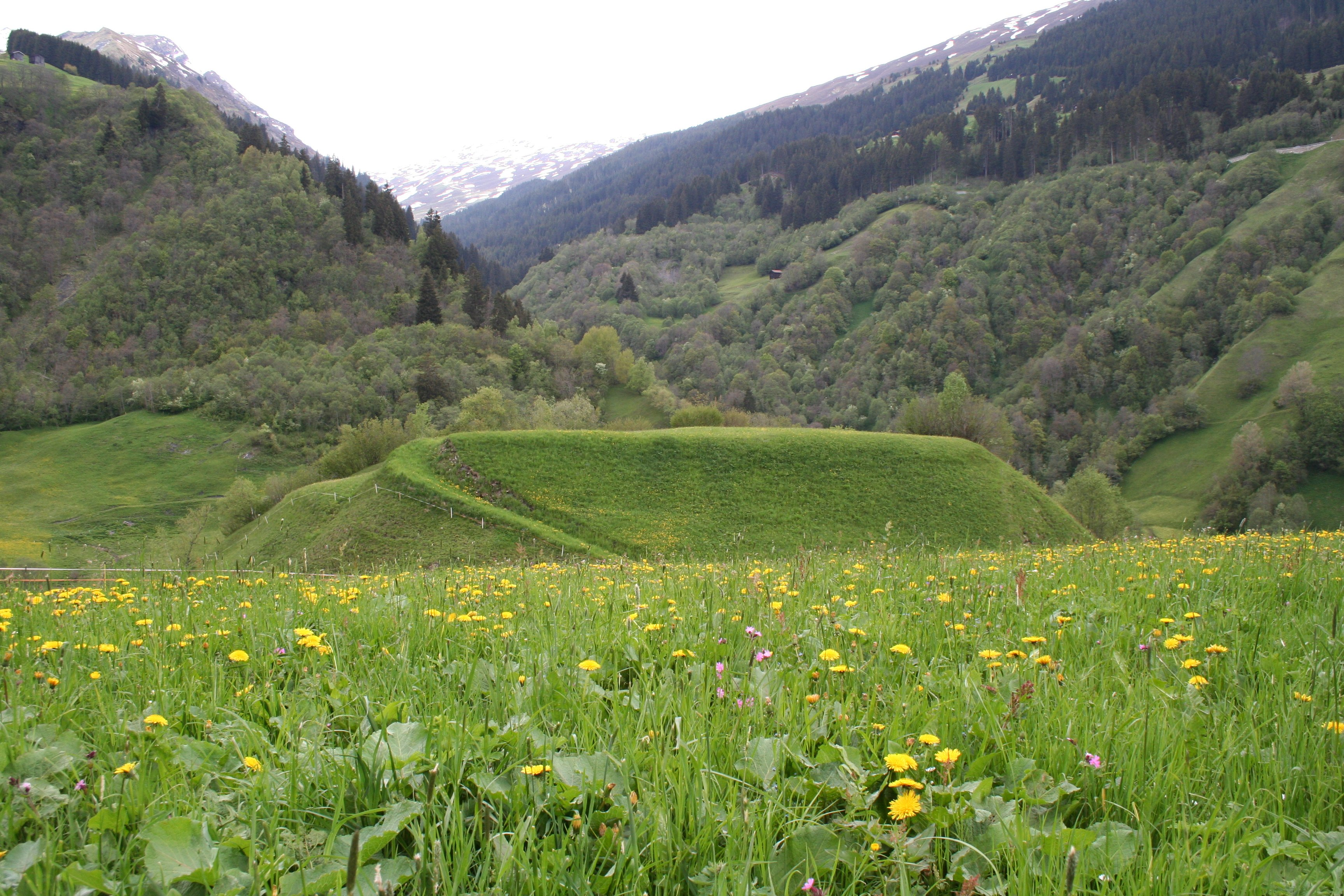
Крестаульта
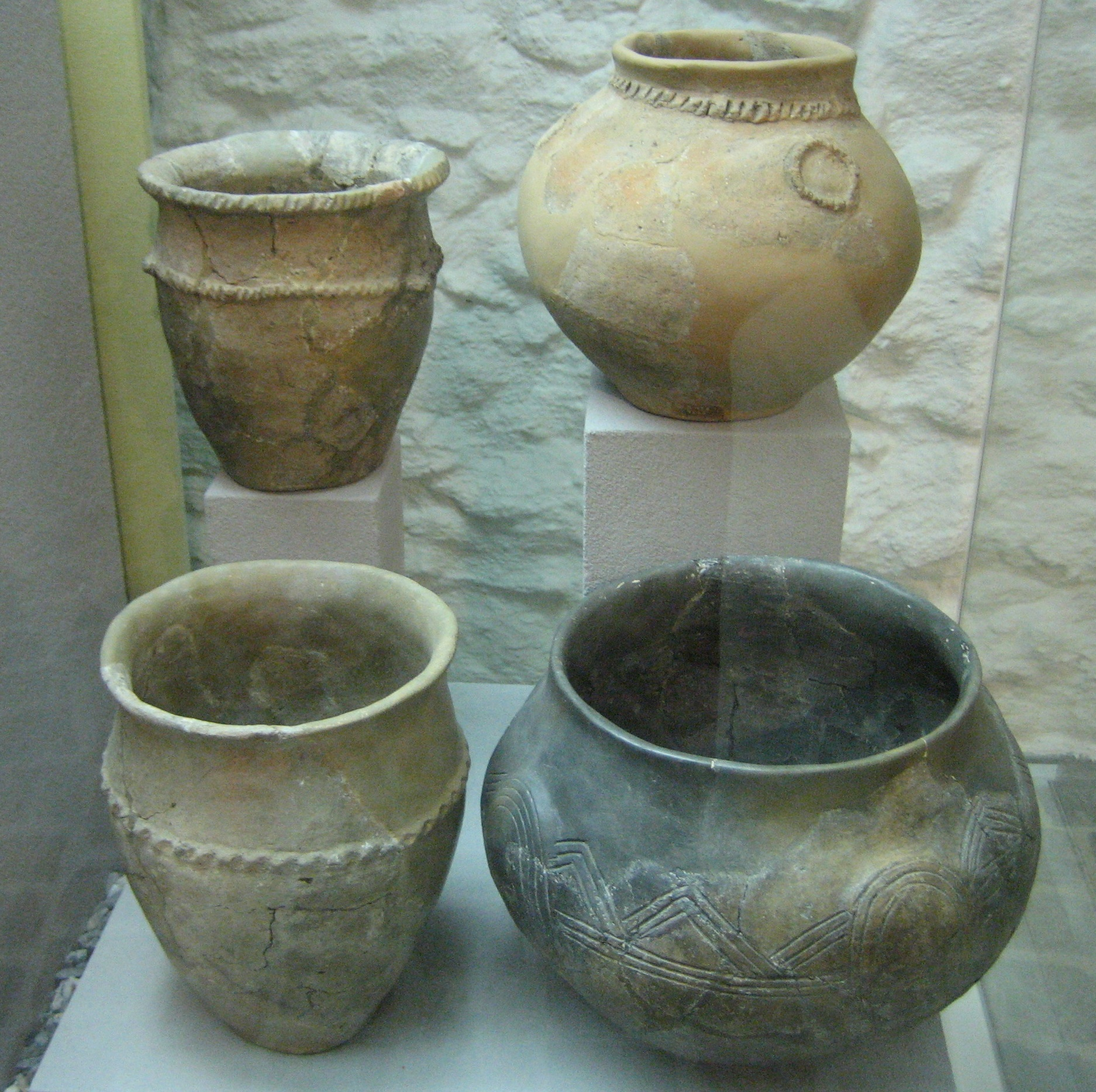
Крестаультская керамика
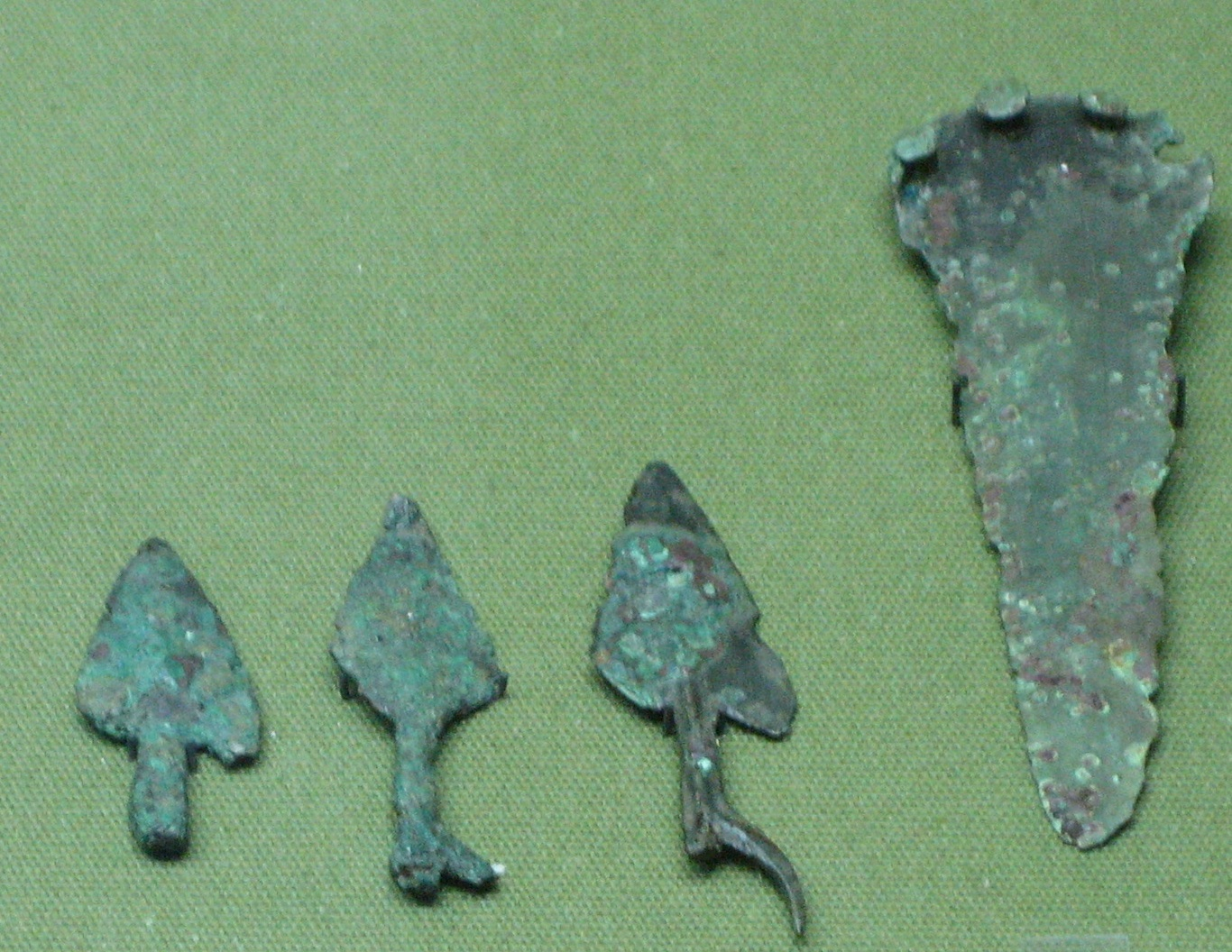
Наконечники стрел из Крестаульта